# Kaplon

Wappen der Kaplon

Kaplon (auch Caplon, Coplyon, Caplan, Coplyan, Kaplyon, Kaplyn, Koplon, Koplen oder Kopplyan) war eine ungarische Sippe aus der Zeit der Árpáden.

## Geschichte
Die Sippe stammt von Kund, dem fünften der sieben Heerführer der Magyaren ab, dessen Sohn Kaplon laut der Ungarischen Bilderchronik in Kaplau (rumänisch Căpleni, ungarisch Kaplony) ein dem Heiligen Martin von Tours geweihtes Kloster errichtete.
Aus der Sippe Kaplon entstanden die ungarischen Adelsgeschlechter Károlyi, Bagossy, Csomaközy, Vaday und Vetéssi.